# Bokajān
Bokajān är en ort i Indien.   Den ligger i distriktet Kārbi Ānglong och delstaten Assam, i den östra delen av landet, 1 700 km öster om huvudstaden New Delhi. Bokajān ligger 138 meter över havet och antalet invånare är 16 561.
Terrängen runt Bokajān är platt. Runt Bokajān är det tätbefolkat, med 276 invånare per kvadratkilometer. Närmaste större samhälle är Dimāpur, 13,5 km söder om Bokajān. Omgivningarna runt Bokajān är en mosaik av jordbruksmark och naturlig växtlighet.